# Çetin İpekkaya
Çetin İpekkaya (* 15. April 1937 in Diyarbakır; † 23. April 2016 in Berlin) war ein deutsch-türkischer Theaterregisseur, Autor und Schauspieler.

## Leben und Karriere
Ende der 1980er Jahre war Ipekkaya Intendant und Regisseur des Migrantentheaters Tiyatrom in West-Berlin. Seit 2000 war er in zahlreichen Fernsehserien, unter anderem der Lindenstraße, zu sehen. 2012 trat er auch im deutschsprachigen Theaterbetrieb als Autor in Erscheinung, als er das Libretto zu Taner Akyols Kinderoper Ali Baba und die 40 Räuber verfasste. Die erfolgreiche Produktion für die Komische Oper Berlin erschien zudem als Buch-CD-Kombination.

## Filmografie (Auswahl)
- 1998–2011: Lindenstraße (Fernsehserie, 26 Folgen)
- 2005: Die Rettungsflieger (Fernsehserie, eine Folge)
- 2006: Der letzte Zeuge (Fernsehserie, eine Folge)
- 2008: Evet, ich will!
- 2009: Ein starkes Team – Geschlechterkrieg (Fernsehserie)
- 2009: Ein starkes Team – La Paloma
- 2013: Der Medicus
- 2015: Heil

## Hörspiele
- 2014: Esther Dischereit: Blumen für Otello; Regie: Giuseppe Maio (DKultur)